# Вуэльта Андалусии 2024
70-й выпуск  Вуэльты Андалусии — шоссейной многодневной велогонки по дорогам испанского региона Коста-дель-Соль автономного сообщества Андалусия. Гонка прошла с 14 по 18 февраля 2024 года в рамках ПроСерии UCI 2024 (категория 2.Pro). Победу на единственном проведённом этапе из пяти одержал бельгийский велогонщик Максим Ван Гилс.

## Участники
Всего в гонке приняло участие 15 команд.
| UCI WorldTeams (7)- Alpecin-Deceuninck - Astana Qazaqstan Team - Bahrain Victorious - Decathlon-AG2R La Mondiale - Movistar Team - Team Jayco AlUla - UAE Team Emirates UCI ProTeams (8)- Burgos-BH - Caja Rural-Seguros RGA - Equipo Kern Pharma - Euskaltel-Euskadi - Lotto Dstny - Q36.5 Pro Cycling Team - Team Flanders-Baloise - Polti Kometa |
| |

## Маршрут
В маршруте 2024 года основной акцент был сделан на работу панчеров, чем горняков. Тем не менее на дистанции более 850 километров, разделенных на 5 этапов, предстояло преодолеть четырнадцать горных перевалов, из которых три первой категории, один — второй и десять — третьей.
| Этап | Дата   | Маршрут                              | type                    | Длина (км) | Высота (м) | Победитель      | Лидер генеральной классификации |
| ---- | ------ | ------------------------------------ | ----------------------- | ---------- | ---------- | --------------- | ------------------------------- |
| 1    | 14 фев | Альмуньекар – Кадиар                 | горный                  | 162,3      | 3781 м     | отмена этапа    |                                 |
| 2    | 15 фев | Велес-Малага – Алькаудете            | горный                  | 192,2      | 3386 м     | отмена этапа    |                                 |
| 3    | 16 фев | Алькаудете – Алькаудете              | индивидуальная разделка | 4,95       | 186 м      | Максим Ван Гилс | Максим Ван Гилс                 |
| 4    | 17 фев | Лусена – Лусена                      | среднегорный            | 100        | 2000 м     | отмена этапа    |                                 |
| 5    | 18 фев | Бенаавис – Ла-Линеа-де-ла-Консепсьон | среднегорный            | 168        | 2991 м     | отмена этапа    |                                 |

## Ход гонки

### Этап 1
| Альмуньекар - Кадиар | горный | (162,3 км) |

Этап был отменён из-за протестов фермеров.

### Этап 2
| Велес-Малага - Алькаудете | горный | (192,2 км) |

Этап также отменён из-за протестов фермеров.

### Этап 3
| Алькаудете - Алькаудете | индивидуальная разделка | (4,95 км) |

| \| Результаты этапа \| Результаты этапа \| Результаты этапа \| Результаты этапа \| Результаты этапа \| \| Гонщик \| Гонщик \| Команда \| Время \| \| \| ---------------- \| ----------------- \| -------------------------- \| ---------------- \| ---------------- \| \| 1-й \| Максим Ван Гилс \| Lotto Dstny \| 8' 17 \| \| \| 2-й \| Хуан Аюсо \| UAE Team Emirates \| + 10 \| \| \| 3-й \| Антонио Тибери \| Bahrain Victorious \| + 10 \| \| \| 4-й \| Джефферсон Сепеда \| Caja Rural-Seguros RGA \| + 13 \| \| \| 5-й \| Тим Велленс \| UAE Team Emirates \| + 14 \| \| \| 6-й \| Сильвен Монике \| Lotto Dstny \| + 14 \| \| \| 7-й \| Сантьяго Буитраго \| Bahrain Victorious \| + 16 \| \| \| 8-й \| Алекс Баудин \| Decathlon-AG2R La Mondiale \| + 21 \| \| \| 9-й \| Марк Солер \| UAE Team Emirates \| + 23 \| \| \| 10-й \| Гонсало Серрано \| Movistar Team \| + 24 \| \| |                   |                            |       |
| |                   |                            |       |
| Источник: ProCyclingStats |                   |                            |       |
| Результаты этапа |                   |                            |       |
| Гонщик | Гонщик            | Команда                    | Время |
| 1-й | Максим Ван Гилс   | Lotto Dstny                | 8' 17 |
| 2-й | Хуан Аюсо         | UAE Team Emirates          | + 10  |
| 3-й | Антонио Тибери    | Bahrain Victorious         | + 10  |
| 4-й | Джефферсон Сепеда | Caja Rural-Seguros RGA     | + 13  |
| 5-й | Тим Велленс       | UAE Team Emirates          | + 14  |
| 6-й | Сильвен Монике    | Lotto Dstny                | + 14  |
| 7-й | Сантьяго Буитраго | Bahrain Victorious         | + 16  |
| 8-й | Алекс Баудин      | Decathlon-AG2R La Mondiale | + 21  |
| 9-й | Марк Солер        | UAE Team Emirates          | + 23  |
| 10-й | Гонсало Серрано   | Movistar Team              | + 24  |

| \| Генеральная классификация \| Генеральная классификация \| Генеральная классификация \| Генеральная классификация \| Генеральная классификация \| \| Гонщик \| Гонщик \| Команда \| Время \| \| \| ------------------------- \| ------------------------- \| -------------------------- \| ------------------------- \| ------------------------- \| \| 1-й \| Максим Ван Гилс \| Lotto Dstny \| 8' 17 \| \| \| 2-й \| Хуан Аюсо \| UAE Team Emirates \| + 10 \| \| \| 3-й \| Антонио Тибери \| Bahrain Victorious \| + 10 \| \| \| 4-й \| Джефферсон Сепеда \| Caja Rural-Seguros RGA \| + 13 \| \| \| 5-й \| Тим Велленс \| UAE Team Emirates \| + 14 \| \| \| 6-й \| Сильвен Монике \| Lotto Dstny \| + 14 \| \| \| 7-й \| Сантьяго Буитраго \| Bahrain Victorious \| + 16 \| \| \| 8-й \| Алекс Баудин \| Decathlon-AG2R La Mondiale \| + 21 \| \| \| 9-й \| Марк Солер \| UAE Team Emirates \| + 23 \| \| \| 10-й \| Гонсало Серрано \| Movistar Team \| + 24 \| \| |                   |                            |       |
| |                   |                            |       |
| Источник: ProCyclingStats |                   |                            |       |
| Генеральная классификация |                   |                            |       |
| Гонщик | Гонщик            | Команда                    | Время |
| 1-й | Максим Ван Гилс   | Lotto Dstny                | 8' 17 |
| 2-й | Хуан Аюсо         | UAE Team Emirates          | + 10  |
| 3-й | Антонио Тибери    | Bahrain Victorious         | + 10  |
| 4-й | Джефферсон Сепеда | Caja Rural-Seguros RGA     | + 13  |
| 5-й | Тим Велленс       | UAE Team Emirates          | + 14  |
| 6-й | Сильвен Монике    | Lotto Dstny                | + 14  |
| 7-й | Сантьяго Буитраго | Bahrain Victorious         | + 16  |
| 8-й | Алекс Баудин      | Decathlon-AG2R La Mondiale | + 21  |
| 9-й | Марк Солер        | UAE Team Emirates          | + 23  |
| 10-й | Гонсало Серрано   | Movistar Team              | + 24  |

### Этап 4
| Лусена - Лусена | среднегорный | (100 км) |

### Этап 5
| Бенаавис - Ла-Линеа-де-ла-Консепсьон | среднегорный | (168 км) |

## Лидеры классификаций
| Этап |                         | Победитель _    | Генеральная классификация _ |
| ---- | ----------------------- | --------------- | --------------------------- |
| 1    | горный                  | отмена этапа    | не определялся              |
| 2    | горный                  | отмена этапа    | не определялся              |
| 3    | индивидуальная разделка | Максим Ван Гилс | Максим Ван Гилс             |
| 4    | среднегорный            | отмена этапа    | не определялся              |
| 5    | среднегорный            | отмена этапа    | не определялся              |
| Итог | Итог                    |                 | не определялся              |

## Итоговые классификации
| \| Генеральная классификация \| Генеральная классификация \| Генеральная классификация \| Генеральная классификация \| Генеральная классификация \| \| Гонщик \| Гонщик \| Команда \| Время \| \| \| ------------------------- \| ------------------------- \| ------------------------- \| ------------------------- \| ------------------------- \| |        |         |       |
| |        |         |       |
| Источник: ProCyclingStats |        |         |       |
| Генеральная классификация |        |         |       |
| Гонщик | Гонщик | Команда | Время |

| Очковая классификация | Очковая классификация | Очковая классификация | Очковая классификация | Очковая классификация |
| Гонщик                | Гонщик                | Команда               | Очки                  |                       |
| --------------------- | --------------------- | --------------------- | --------------------- | --------------------- |

| Очковая классификация | Очковая классификация | Очковая классификация | Очковая классификация | Очковая классификация |
| Гонщик                | Гонщик                | Команда               | Очки                  |                       |
| --------------------- | --------------------- | --------------------- | --------------------- | --------------------- |

| Горная классификация | Горная классификация | Горная классификация | Горная классификация | Горная классификация |
| Гонщик               | Гонщик               | Команда              | Очки                 |                      |
| -------------------- | -------------------- | -------------------- | -------------------- | -------------------- |

| Горная классификация | Горная классификация | Горная классификация | Горная классификация | Горная классификация |
| Гонщик               | Гонщик               | Команда              | Очки                 |                      |
| -------------------- | -------------------- | -------------------- | -------------------- | -------------------- |

| Молодёжная классификация | Молодёжная классификация | Молодёжная классификация | Молодёжная классификация | Молодёжная классификация |
| Гонщик                   | Гонщик                   | Команда                  | Время                    |                          |
| ------------------------ | ------------------------ | ------------------------ | ------------------------ | ------------------------ |

| Молодёжная классификация | Молодёжная классификация | Молодёжная классификация | Молодёжная классификация | Молодёжная классификация |
| Гонщик                   | Гонщик                   | Команда                  | Время                    |                          |
| ------------------------ | ------------------------ | ------------------------ | ------------------------ | ------------------------ |

| Командная классификация по времени | Командная классификация по времени | Командная классификация по времени | Командная классификация по времени |
| Команда                            | Команда                            | Время                              |                                    |
| ---------------------------------- | ---------------------------------- | ---------------------------------- | ---------------------------------- |

| Командная классификация по времени | Командная классификация по времени | Командная классификация по времени | Командная классификация по времени |
| Команда                            | Команда                            | Время                              |                                    |
| ---------------------------------- | ---------------------------------- | ---------------------------------- | ---------------------------------- |